# Renato Righetto
Renato Righetto', född 30 januari 1921 i São Paulo död 18 november 2001, var en brasiliansk basketdomare. Till hans största sysselsättning och hobby hörde arkitektur. Han dömde över 800 internationella basketmatcher från 1960 till 1977.

## Deltaganden i kända evenemang
Renato Righett dömde matcher i olympiska spelen, åren 1960, 1964, 1968 och 1972. 1960, 1964 och 1972 var han med och dömde finalen.
Andra evenemang han dömt är, 1971 Women's World Championship, samt åren 1967 och 1971 i Pan American Games.

## Utmärkelser
Året 2007 blev Renato Righetto även tillagd i FIBA Hall of Fame.